# Астраханский мост (Волгоград)
Астраханский мост — автомобильный и пешеходный мост через реку Царицу в Волгограде.
Мост является элементом важной транспортной артерии города — Первой продольной магистрали и связывает Ворошиловский (на юге, улица Рабоче-Крестьянская) и Центральный (на севере, проспект имени Ленина) районы.
Под мостом проходит путь Приволжской детской железной дороги. Рядом с автомобильным мостом находится и мост Волгоградского метротрама, на котором расположена станция Пионерская.

## История
Проблема мостов стояла в Царицыне очень остро, поскольку город был расположен в местности с большим числом оврагов, а мостов (да и то перекидных) через них к началу XX века было всего три.

### Царицын

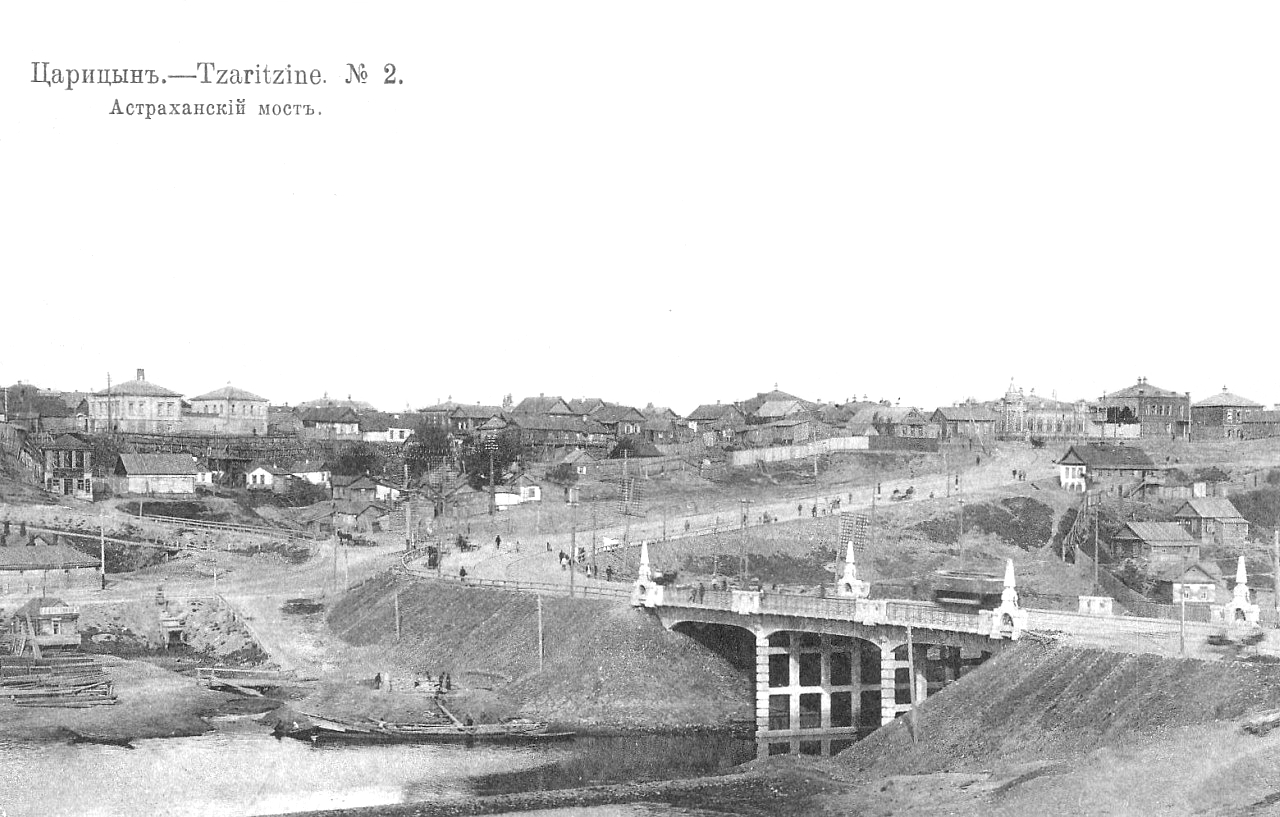
Астраханский мост в Царицыне

Мост назван Астраханским потому, что являлся продолжением улицы Астраханской (ныне Советская). Ещё одна вероятная причина, по которой мост назвали Астраханским — то, что он располагался в направлении Астрахани.
Первый деревянный мост через Царицу был построен в 1868 году.
С 1911 года начинается строительство железобетонного моста на месте деревянного. Необходимость строительства была вызвана скорым запуском трамвая. 15 декабря 1913 года было завершено строительство Астраханского моста через Царицу. Это был первый железобетонный мост в городе. Ныне не существует.

### Волгоград

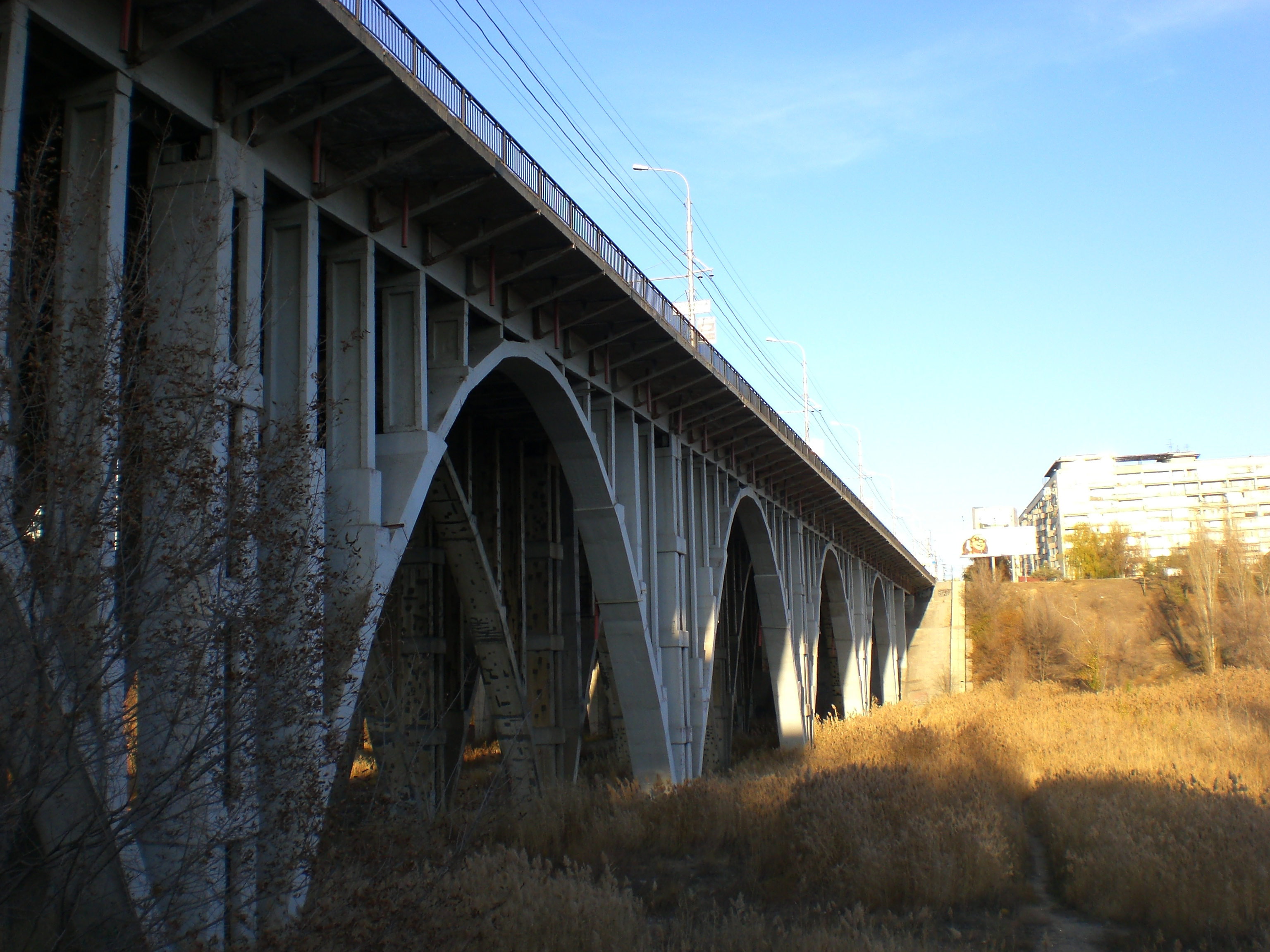
Астраханский мост в 2008 году

Проект современного моста через Царицу был выполнен Проектным институтом «Волгоградгражданпроект».
Непосредственно строительные работы осуществлялись силами треста Гидроспецстрой и Мостопоездом № 480 (в настоящее время — Мостоотряд № 57 ОАО «Волгомост»).
Начало строительства моста — 1958 год. В эксплуатацию сдан в 1964 году.

## Характеристики
Приведены характеристики современного моста:
- Схема моста: 4,08+2х18, 17+5х41, 5+2х18, 17+4,08 метров
- Общая длина моста: 288,34 метров
- Тип пролётных строений: 5 пролётных строений комбинированной системы (балки, усиленные гибкими арками), 4 балочных пролётных строения
- Материал пролётных строений: железобетон